# David di Donatello du meilleur acteur
Le David di Donatello du meilleur acteur principal (David di Donatello per il miglior attore protagonista) est une récompense cinématographique italienne décernée annuellement par l'Académie du cinéma italien, plus précisément par l’Ente David di Donatello, depuis la première édition des David di Donatello en 1956, à l'exception de trois années consécutives, 1957, 1958 et 1959.
Avec sept prix chacun, Vittorio Gassman et Alberto Sordi sont les acteurs les plus titrés dans cette catégorie, suivis de Marcello Mastroianni avec 5 récompenses. Giancarlo Giannini, Nino Manfredi et Toni Servillo l'ont quant à eux reçu à 4 reprises puis Ugo Tognazzi et Elio Germano 3 fois. Sept acteurs ont été récompensés 2 fois : Roberto Benigni, Sergio Castellitto, Adriano Celentano, Francesco Nuti, Carlo Verdone et Gian Maria Volonté.

## Palmarès

### Années 1950
- 1956 : Vittorio De Sica pour le rôle de Marasciallo Carotenuto dans Pain, amour, ainsi soit-il (Pane, amore e...)[1]

- 1957 : Non décerné
- 1958 : Non décerné
- 1959 : Non décerné

### Années 1960
- 1960 : Alberto Sordi pour le rôle d’Oreste Jacovacci et Vittorio Gassman pour le rôle de Giovanni Busacca dans La Grande Guerre (La Grande Guerra)[2]

- 1961 : Alberto Sordi pour le rôle de Le lieutenant Alberto Innocenzi dans La Grande Pagaille (Tutti a Casa)[3]

- 1962 : Raf Vallone pour le rôle d’Eddie Carbone dans Vu du pont[4]

- 1963 : Vittorio Gassman pour le rôle de Bruno Cortona dans Le Fanfaron (Il sorpasso)[5]

- 1964 : Marcello Mastroianni pour le rôle de Carmine Sbaratti, Renzo et Augusto Rusconi dans Hier, aujourd'hui et demain (Ieri, oggi, domani)[6]

- 1965 : (ex æquo)
  - Vittorio Gassman pour le rôle de Giuliano dans Cent millions ont disparu (La Congiuntura)
  - Marcello Mastroianni pour le rôle de Domenico Soriano dans Mariage à l'italienne (Matrimonio all'italiana)[7]

- 1966 : Alberto Sordi pour le rôle de Dante Fontana dans Fumo di Londra[8]

- 1967 : (ex æquo)
  - Vittorio Gassman pour le rôle de Francesco Vincenzini dans L'Homme à la Ferrari (Il Tigre)
  - Ugo Tognazzi pour le rôle de Sergio Masini dans Beaucoup trop pour un seul homme (L'immorale)[9]

- 1968 : Franco Nero pour le rôle du capitaine Bellodi dans La Mafia fait la loi (Il giorno della civetta)[10]

- 1969 : (ex æquo)
  - Alberto Sordi pour le rôle du docteur Guido Tersilli dans Il medico della mutua
  - Nino Manfredi pour plusieurs rôles dans Une poule, un train... et quelques monstres (Vedo nudo)[11]

### Années 1970
- 1970 : (ex æquo)
  - Gian Maria Volonté pour le rôle du Docteur dans Enquête sur un citoyen au-dessus de tout soupçon (Indagine su un cittadino al di sopra di ogni sospetto)
  - Nino Manfredi pour le rôle de Cornacchia dans Les Conspirateurs (Nell'anno del Signore)[12]

- 1971 : Ugo Tognazzi pour le rôle de Doberdo dans La Califfa[13]

- 1972 : (ex æquo)
  - Alberto Sordi pour le rôle de Giuseppe Di Noi dans Détenu en attente de jugement (Detenuto in attesa di giudizio)
  - Giancarlo Giannini pour le rôle de Mimì / Carmelo Mardocheo dans Mimi métallo blessé dans son honneur (Mimì metallurgico ferito nell'onore)[14]

- 1973 : Alberto Sordi pour le rôle de Peppino dans L'Argent de la vieille (Lo scopone scientifico)[15]

- 1974 : Nino Manfredi pour le rôle de Giovanni Garofoli alias « Nino » dans Pain et Chocolat (Pane e cioccolata)[16]

- 1975 : Vittorio Gassman pour le rôle de Fausto dans Parfum de femme (Profumo di donna)[17]

- 1976 : (ex æquo)
  - Ugo Tognazzi pour les rôles de Lello Mascetti et Livio Stefani dans Mes chers amis (Amici miei) et Le Canard à l'orange (L'Anatra all'arancia)
  - Adriano Celentano pour le rôle de Felice Brianza dit Felix dans Bluff (Bluff - Storia di truffe e di imbroglioni)[18]

- 1977 : Alberto Sordi pour le rôle de Giovanni Vivaldi dans Un bourgeois tout petit petit (Un borghese piccolo piccolo)[19]

- 1978 : Nino Manfredi pour le rôle de Monseigneur Colombo dans Au nom du pape roi (In nome del papa re)[20]

- 1979 : Vittorio Gassman pour le rôle d’Albino Millozza dans Cher papa (Caro papà)[21]

### Années 1980
- 1980 : Adriano Celentano pour le rôle de L'ingénieur Guido Quiller dans Mani di velluto[22]

- 1981 : Massimo Troisi pour le rôle de Gaetano dans Ricomincio da tre[23]

- 1982 : Carlo Verdone pour le rôle de Sergio Benvenuti dans Borotalco[24]

- 1983 : Francesco Nuti pour le rôle de Francesco Piccioli alias « Il Toscano » dans Io, Chiara e lo Scuro[25]

- 1984 : Giancarlo Giannini pour le rôle de Salvatore Cannavacciuolo dans Mi manda Picone[26]

- 1985 : Francesco Nuti pour le rôle de Francesco dans Casablanca, Casablanca[27]

- 1986 : Marcello Mastroianni pour le rôle de Pippo Botticella alias « Fred » dans Ginger et Fred (Ginger e Fred)[28]
  - Nanni Moretti pour le rôle de Don Giulio dans La messe est finie (La messa è finita)
  - Francesco Nuti pour le rôle de Romeo Casamonica dans Tutta colpa del paradiso
- 1987 : Vittorio Gassman pour le rôle de Carlo dans La Famille (La Famiglia)[29]
  - Diego Abatantuono pour le rôle de Franco Mattioli), pour Regalo di Natale
  - Gian Maria Volonté pour le rôle de Aldo Moro dans L'Affaire Aldo Moro (Il caso Moro)
- 1988 : Marcello Mastroianni pour le rôle de Romano dans Les Yeux noirs (Oci ciornie)[30]
  - Philippe Noiret pour le rôle de Le docteur Fadigati dans Les Lunettes d'or (Gli occhiali d'oro)
  - Carlo Verdone pour le rôle de Carlo Piergentili dans Io e mia sorella
- 1989 : Roberto Benigni pour le rôle de Giuditta dans Le Petit Diable (Il piccolo diavolo)[31]
  - Giancarlo Giannini pour le rôle de François II des Deux-Siciles dans 'o Re
  - Carlo Verdone pour le rôle de Piero Ruffolo alias « Il Patata » dans Compagni di scuola

### Années 1990
- 1990 : (ex æquo)
  - Paolo Villaggio pour le rôle de Le préfet Gonnella dans La voce della luna
  - Gian Maria Volonté pour le rôle de Le juge Vito Di Francesco dans Portes ouvertes (Porte aperte)[32]
  - Sergio Castellitto pour le rôle de Paolo dans Légers quiproquos (Piccoli equivoci)
  - Giancarlo Giannini pour le rôle de Giuseppe Marchi dans Il male oscuro
  - Nanni Moretti pour le rôle de Michele Apicella dans Palombella rossa
  - Massimo Troisi pour le rôle de Michele, le fils dans Quelle heure est-il ? (Che ora è?)
- 1991 : Nanni Moretti pour le rôle de Cesare Botero dans Le Porteur de serviette (Il portaborse)[33]
  - Diego Abatantuono pour le rôle de Le sergent Nicola Lorusso dans Mediterraneo
  - Claudio Amendola pour le rôle de Principe dans Ultrà
  - Silvio Orlando pour le rôle de Luciano Sandulli dans Le Porteur de serviette (Il portaborse)
  - Sergio Rubini pour le rôle de Domenico dans Le Chef de gare (La stazione)
- 1992 : Carlo Verdone pour le rôle de Bernardo Arbusti dans Maledetto il giorno che t'ho incontrato[34]
  - Enrico Lo Verso pour le rôle d’Antonio dans Les Enfants volés (Il ladro di bambini)
  - Gian Maria Volonté pour le rôle de Carmelo Franzò dans Una storia semplice
- 1993 : Sergio Castellitto pour le rôle d’Arturo dans La Grande Citrouille (Il Grande cocomero)[35]
  - Carlo Cecchi pour le rôle de Renato Caccioppoli dans Mort d'un mathématicien napolitain (Morte di un matematico napoletano)
  - Silvio Orlando pour le rôle de Saverio dans Un'altra vita
- 1994 : Giulio Scarpati pour le rôle de Rosario Livatino dans Il giudice ragazzino[36]
  - Diego Abatantuono pour le rôle de Joseph dans Per amore, solo per amore
  - Nanni Moretti pour le rôle de Nanni dans Journal intime (Caro diario)
  - Silvio Orlando pour le rôle de Ciro Ascarone dans Sud
- 1995 : Marcello Mastroianni pour le rôle de Pereira dans Pereira prétend (Sostiene Pereira)[37]
  - Fabrizio Bentivoglio pour le rôle de Giorgio Ambrosoli dans Un eroe borghese
  - Massimo Troisi pour le rôle de Mario Ruoppolo dans Le Facteur (Il postino)
- 1996 : Giancarlo Giannini pour le rôle de Sergio Amidei dans Remake, Rome ville ouverte (Celluloide)[38]
  - Sergio Castellitto pour le rôle de Joe Morelli dans Marchand de rêves (L'uomo delle stelle)
  - Ennio Fantastichini pour le rôle de Ruggero Mazzalupi dans Ferie d'agosto
  - Giancarlo Giannini pour le rôle de Turi Arcangelo Leofonte dans Palerme-Milan aller simple (Palermo Milano solo andata)
- 1997 : Fabrizio Bentivoglio pour le rôle de Pietro Nava dans Testimone a rischio[39]
  - Claudio Amendola pour le rôle de Braccio dans La mia generazione
  - Leonardo Pieraccioni pour le rôle de Levante Quarini dans Il ciclone
  - Sergio Rubini pour le rôle de Joystick dans Nirvana
  - Carlo Verdone pour le rôle de Romeo Spera dans Sono pazzo di Iris Blond
- 1998 : Roberto Benigni pour le rôle de Guido Orefice dans La vie est belle (La vita è bella)[40]
  - Nanni Moretti pour le rôle de Nanni dans Aprile
  - Silvio Orlando pour le rôle de Professeur Lipari dans Auguri professore
- 1999 : Stefano Accorsi pour le rôle d’Ivan Benassi « Freccia » dans Radiofreccia[41]
  - Antonio Albanese pour le rôle d’Alex, Ivo et Pacifico dans La fame e la sete
  - Silvio Orlando pour le rôle d’Ernesto dans Fuori dal mondo

### Années 2000
- 2000 : Bruno Ganz pour le rôle de Fernando Girasole dans Pain, tulipes et comédie (Pane e tulipani)[42]
  - Stefano Accorsi pour le rôle de Horst Fantazzini dans Ormai è fatta!
  - Fabrizio Gifuni pour le rôle de Marco dans Un amore
  - Carlo Verdone pour le rôle d’Ercole Preziosi dans C'era un cinese in coma
- 2001 : Luigi Lo Cascio pour le rôle de Peppino Impastato dans Les Cent pas (I cento passi)[43]
  - Stefano Accorsi pour le rôle de Carlo dans Juste un baiser (L'ultimo bacio)
  - Nanni Moretti pour le rôle de Giovanni dans La Chambre du fils (La stanza del figlio)
- 2002 : Giancarlo Giannini pour le rôle d’Eugenio dans Ti voglio bene Eugenio[44]
  - Luigi Lo Cascio pour le rôle d’Antonio dans Luce dei miei occhi
  - Toni Servillo pour le rôle de Tony Pisapia dans L'Homme en plus (L'uomo in più)
- 2003 : Massimo Girotti pour le rôle de Davide Veroli dans La Fenêtre d'en face (La finestra di fronte)[45]
  - Roberto Benigni pour le rôle de Pinocchio dans Pinocchio
  - Fabrizio Bentivoglio pour le rôle de Carlo Ristuccia dans Souviens-toi de moi (Ricordati di me)
  - Sergio Castellitto pour le rôle d’Ernesto dans Le Sourire de ma mère (L'ora di religione: il sorriso di mia madre)
  - Neri Marcorè pour le rôle de Nello dans Un cœur ailleurs (Il cuore altrove)
  - Fabio Volo pour le rôle de Tommaso dans Casomai
- 2004 : Sergio Castellitto pour le rôle de Timoteo) pour À corps perdus (Non ti muovere)[46]
  - Giuseppe Battiston pour le rôle de Romeo D'Avanzo dans Agata e la tempesta
  - Luigi Lo Cascio pour le rôle de Nicola Carati dans Nos meilleures années (La meglio gioventù)
  - Silvio Muccino pour le rôle de Matteo dans Che ne sarà di noi
  - Carlo Verdone pour le rôle de Gilberto Mercuri dans L'amore è eterno finché dura
- 2005 : Toni Servillo pour le rôle de Titta Di Girolamo dans Les Conséquences de l'amour (Le conseguenze dell'amore)[47]
  - Stefano Accorsi pour le rôle de Marco Battaglia dans Provincia meccanica
  - Giorgio Pasotti pour le rôle de Martino dans Dopo mezzanotte
  - Kim Rossi Stuart pour le rôle de Gianni dans Les Clefs de la maison (Le chiavi di casa)
  - Luca Zingaretti pour le rôle de Pino Puglisi dans Alla luce del sole
- 2006 : Silvio Orlando pour le rôle de Bruno Bonomo dans Le Caïman (Il caimano)[48]
  - Antonio Albanese pour le rôle de Giordano Ricci dans La seconda notte di nozze
  - Fabrizio Bentivoglio pour le rôle de Luigi Di Santo dans La terra
  - Kim Rossi Stuart pour le rôle de Il Freddo dans Romanzo criminale
  - Carlo Verdone pour le rôle d’Achille De Bellis dans Il mio miglior nemico
- 2007 : Elio Germano pour le rôle d’Accio Benassi dans Mon frère est fils unique (Mio fratello è figlio unico)[49]
  - Vincenzo Amato pour le rôle de Salvatore dans Golden Door (Nuovomondo)
  - Michele Placido pour le rôle de Muffa dans L'Inconnue (La sconosciuta)
  - Giacomo Rizzo pour le rôle de Geremia de' Geremei dans L'Ami de la famille (L'amico di famiglia)
  - Kim Rossi Stuart pour le rôle de Renato Benetti dans Libero (Anche libero va bene)
- 2008 : Toni Servillo pour le rôle de Giovanni Sanzio dans La Fille du lac (La ragazza del lago)[50]
  - Antonio Albanese pour le rôle de Michele dans Giorni e nuvole
  - Lando Buzzanca pour le rôle de Giacomo dans I Vicerè
  - Nanni Moretti pour le rôle de Pietro Paladini dans Caos calmo
  - Kim Rossi Stuart pour le rôle de Luca Flores dans Piano, solo
- 2009 : Toni Servillo pour le rôle de Giulio Andreotti dans Il divo[51]
  - Luca Argentero pour le rôle de Piero dans Diverso da chi?
  - Claudio Bisio pour le rôle de Nello dans Si può fare
  - Valerio Mastandrea pour le rôle de Stefano Nardini dans Ciao Stefano (Non pensarci)
  - Silvio Orlando pour le rôle de Michele Casali dans Il papà di Giovanna

### Années 2010
- 2010 : Valerio Mastandrea pour le rôle de Bruno Michelucci adulte dans La prima cosa bella[52]
  - Antonio Albanese pour le rôle d’Alberto dans Question de cœur (Questione di cuore)
  - Libero De Rienzo pour le rôle de Giancarlo Siani dans Fortapàsc
  - Kim Rossi Stuart pour le rôle d’Angelo dans Question de cœur (Questione di cuore)
  - Filippo Timi pour le rôle de Benito Mussolini et Benito Albino Dalser adulte dans Vincere
- 2011 : Elio Germano pour le rôle de Claudio dans La nostra vita[53]
  - Antonio Albanese pour le rôle de Cetto La Qualunque dans Qualunquemente
  - Claudio Bisio pour le rôle d’Alberto Colombo dans Benvenuti al Sud
  - Vinicio Marchioni pour le rôle d’Aureliano Amadei dans 20 sigarette
  - Kim Rossi Stuart pour le rôle de Renato Vallanzasca dans L'Ange du mal (Vallanzasca - Gli angeli del male)
- 2012 : Michel Piccoli pour le rôle de pape Célestin VI dans Habemus papam
  - Fabrizio Bentivoglio pour le rôle de Bruno dans Scialla! (Stai sereno)
  - Elio Germano pour le rôle de Pietro Pontechievello dans Magnifica presenza
  - Marco Giallini pour le rôle de Domenico Segato dans Posti in piedi in paradiso
  - Valerio Mastandrea pour le rôle de Luigi Calabresi dans Piazza Fontana
- 2013 : Valerio Mastandrea pour le rôle de Giulio dans Les Équilibristes (Gli equilibristi)
  - Aniello Arena pour le rôle de Luciano dans Reality
  - Sergio Castellitto pour le rôle de Leone dans Una famiglia perfetta
  - Roberto Herlitzka pour le rôle de Prof. Fiorito dans Il rosso e il blu
  - Luca Marinelli pour le rôle de Guido dans Tutti i santi giorni
  - Toni Servillo pour le rôle d’Enrico Oliveri, Giovanni Ernani dans Viva la libertà
- 2014 : Toni Servillo pour La grande bellezza
  - Giuseppe Battiston pour Zoran, il mio nipote scemo
  - Fabrizio Bentivoglio pour Les Opportunistes (Il capitale umano)
  - Carlo Cecchi pour Miele
  - Edoardo Leo pour Smetto quando voglio
- 2015 : Elio Germano pour Leopardi, Il giovane favoloso
  - Fabrizio Ferracane pour Les Âmes noires (Anime nere)
  - Alessandro Gassmann pour Il nome del figlio
  - Riccardo Scamarcio pour Nessuno si salva da solo
  - Marco Giallini pour Si Dieu veut (Se Dio vuole)
- 2016 : Claudio Santamaria pour On l'appelle Jeeg Robot (Lo chiamavano Jeeg Robot)
  - Luca Marinelli pour Mauvaise Graine (Non essere cattivo)
  - Alessandro Borghi pour Mauvaise Graine (Non essere cattivo)
  - Valerio Mastandrea pour Perfetti sconosciuti
  - Marco Giallini pour Perfetti sconosciuti
- 2017 : Stefano Accorsi pour Veloce come il vento
  - Valerio Mastandrea pour Fais de beaux rêves (Fai bei sogni)
  - Michele Riondino pour L'Affranchie (La ragazza del mondo)
  - Sergio Rubini pour La stoffa dei sogni
  - Toni Servillo pour Les Confessions (Le confessioni)
- 2018 : Renato Carpentieri pour La tenerezza
  - Antonio Albanese pour Come un gatto in tangenziale
  - Nicola Nocella pour Easy - Un viaggio facile facile
  - Alessandro Borghi pour Napoli velata
  - Valerio Mastandrea pour The Place
- 2019 : Alessandro Borghi pour Sur ma peau
  - Marcello Fonte pour Dogman
  - Luca Marinelli pour Fabrizio de André - Principe libero
  - Riccardo Scamarcio pour Euforia
  - Toni Servillo pour Loro

### Années 2020
- 2020 : Pierfrancesco Favino pour Le Traître
  - Toni Servillo pour 5 est le numéro parfait
  - Alessandro Borghi pour Il Primo Re
  - Francesco Di Leva pour Il sindaco del Rione Sanità
  - Luca Marinelli pour Martin Eden
- 2021 : Elio Germano pour Je voulais me cacher (Volevo Nascondermi)
  - Kim Rossi Stuart pour Cosa sarà
  - Valerio Mastandrea pour Figli
  - Pierfrancesco Favino pour Hammamet
  - Renato Pozzetto pour Lei mi parla ancora
- 2022 : Silvio Orlando pour Ariaferma
  - Elio Germano pour America Latina
  - Filippo Scotti pour La Main de Dieu (È stata la mano di Dio)
  - Franz Rogowski pour Freaks Out
  - Toni Servillo pour Qui rido io
- 2023 : Fabrizio Gifuni pour Esterno notte
  - Alessandro Borghi pour Les Huit Montagnes (Le otto montagne)
  - Ficarra e Picone pour La stranezza
  - Luigi Lo Cascio pour Il signore delle formiche
  - Luca Marinelli pour Les Huit Montagnes (Le otto montagne)

- 2024 : Michele Riondino pour son rôle dans Palazzina Laf
  - Antonio Albanese pour son rôle dans Cento domeniche
  - Valerio Mastandrea pour son rôle dans Il reste encore demain (C'è ancora domani)
  - Pierfrancesco Favino pour son rôle dans Comandante
  - Josh O'Connor pour son rôle dans La Chimère (La chimera)

- 2025 : Elio Germano pour Berlinguer - La grande ambizione (it)
  - Francesco Gheghi (it) pour Familia
  - Fabrizio Gifuni pour Prima la vita (Il tempo che ci vuole)
  - Silvio Orlando pour Parthenope
  - Tommaso Ragno pour Vermiglio ou La Mariée des montagnes (Vermiglio)